# Ephialtes (Gigant)

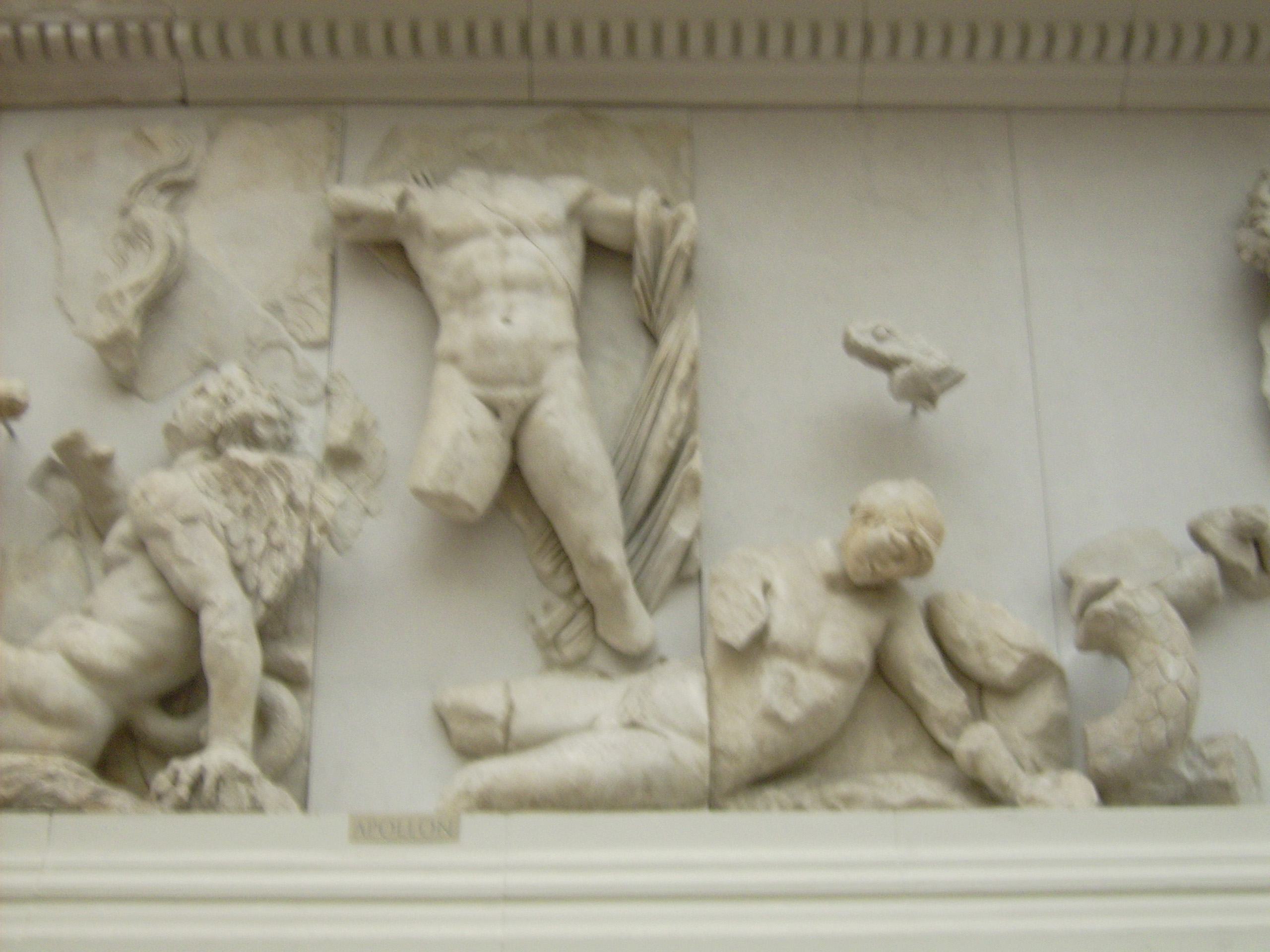
Apollon und Ephialtes (Detail des Pergamonaltars)

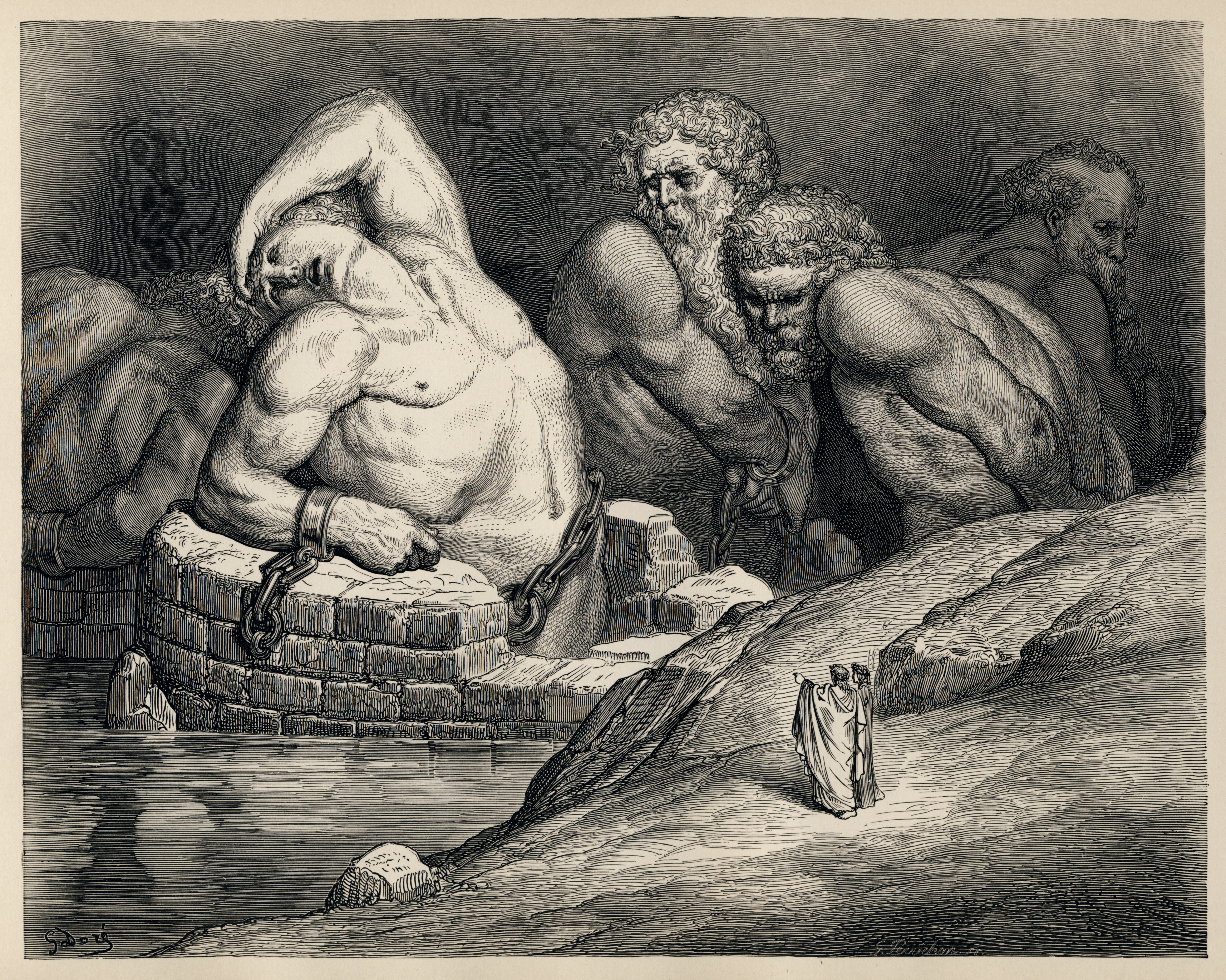
Ephialtes Dante Alighieri – Inferno – Plate 65 (Canto XXXI – The Titans)

Ephialtes (altgriechisch Ἐφιάλτης Ephiáltēs) ist ein Gigant aus der griechischen Mythologie. Er wird in der Namensliste der Bibliotheke des Apollodor als Sohn der Gaia und des Blutes des Uranos, das bei dessen Entmannung auf Gaia fiel, genannt. In der vorangestellten Namensliste der Fabulae von Hyginus ist er der Sohn der Gaia und des Tartaros.
Nach der Bibliotheke wurde Ephialtes in der Gigantomachie von Apollon und Herakles getötet. Apollon schoss ihm einen Pfeil ins linke Auge und Herakles tötete ihn mit einem Pfeil, den er ihm ins rechte Auge schoss.
Die ältesten archäologischen Funde, auf denen Ephialtes namentlich genannt wird, sind attisch-schwarzfigurige Vasen, die auf etwa 575–525 v. Chr. datiert werden.
Ephialtes thürmte mit seinem Bruder Otos auf den Olymp den Ossa und auf den Ossa den Pelion, um den Himmel zu ersteigen. Und doch deckte noch kaum Milchhaar ihr Kinn, als Apollo mit seinen Pfeilen sie erlegte. Seine Arme sind gebunden, aber die Erde erzittert noch, wenn er sie schüttelt.